# Schärfeebene
Die Schärfeebene ist diejenige Ebene im Objektraum, deren Punkte von einer Linse oder einem Objektiv als Punkte auf der Bildebene im Bildraum scharf abgebildet werden.
Liegen die Bildebene und die Objektivebene parallel zueinander,  so liegt auch  die Schärfeebene parallel zur Bild- und Objektivebene. Dies ist der Fall bei Fotoapparaten, bei denen das Aufnahmemedium und das Objektiv fix in einem Gehäuse montiert sind.
Punkte außerhalb der Schärfeebene werden als Kreise bzw. Ellipsen auf der Bildebene abgebildet. Bis zu einer gewissen Größe erscheinen diese Zerstreuungskreise jedoch noch punktförmig, daher werden auch Objekte die außerhalb der Schärfeebene liegen noch hinreichend scharf abgebildet. Der Bereich vor und hinter der Schärfeebene, in dem ein Punkt noch hinreichend scharf abgebildet wird, ist die Schärfentiefe. 
Welche Ebene im Objektraum scharf abgebildet wird, kann durch die Positionierung der Bildebene im Bildraum festgelegt werden. Mit der Entfernungseinstellung eines Objektivs wird die Bildweite, also der Abstand zwischen Objektiv und Bildebene verändert und damit verändert sich auch die Entfernung zur Schärfeebene (die Gegenstandsweite).
Fachkameras und Tilt-und-Shift-Objektive ermöglichen zusätzlich die Verschwenkung der optischen Achse des Objektivs. Damit wird die Schärfeebene gemäß der scheimpflugschen Regel gegenüber der Bildebene gekippt. Als Effekt ist beispielhaft eine Scharfstellung auf eine vom Vordergrund bis in den Hintergrund verlaufende Straße/Eisenbahn oder eine gezielte Unscharfstellung möglich.
Nicht alle Objektive haben eine Schärfeebene, Fischaugenobjektive z. B. haben einen kugelförmigen (oder parabelförmigen) Schärfebereich. Abbildungsfehler führen in der Praxis ebenfalls zu einer gewissen Verkrümmung von Schärfe- und Bildebene zueinander.